# Ostracotheres holothuriensis
Ostracotheres holothuriensis is een krabbensoort uit de familie van de Pinnotheridae. De wetenschappelijke naam van de soort is voor het eerst geldig gepubliceerd in 1907 door Baker.